# Henryk Hebda
Henryk Hebda, ps. Korwin, Okrzeja (ur. 14 lipca 1918 w Warszawie, zm. 1971) – kapitan, żołnierz Wojska Polskiego, dowódca oddziałów partyzanckich w powiecie siedleckim Armii Krajowej, Delegatury Sił Zbrojnych na Kraj i Zrzeszenia Wolność i Niezawisłość. W latach 1945–1947 był dowódcą największego zgrupowania partyzanckiego „Pogoń” działającego na obszarze powiatów siedleckiego, węgrowskiego, mińskiego, bialskiego i sokołowskiego.

## Życiorys

### Wczesne lata i okupacja niemiecka
Urodził się 14 lipca 1918 roku w Warszawie w rodzinie emerytowanego urzędnika kolejowego. Do 1939 roku mieszkał w Opolu Nowym (powiat Siedlce). Uczęszczał do gimnazjum im. Hetmana Stefana Żółkiewskiego w Siedlcach. W 1939 roku ukończył Szkołę Podchorążych Rezerwy Artylerii we Włodzimierzu Wołyńskim. Brał udział w wojnie obronnej Polski w 1939 roku, gdzie walczył w szeregach 9 pułku artylerii lekkiej. Działalność konspiracyjną podjął już w listopadzie 1939 roku w lokalnej organizacji o nieznanej nazwie. Następnie służył w Konfederacji Narodu, gdzie pełnił funkcję komendanta ośrodka Mokobody. Po akcji scaleniowej z AK pełnił funkcję zastępcy komendanta Ośrodka III Mokobody (kryptonim „Osika”, „Maki”) Obwodu Siedlce AK, a w momencie rozwiązania AK został komendantem Ośrodka III Mokobody II Rejonu Obwodu Siedlce DSZ. Postać „Korwina” w okresie okupacji niemieckiej i pierwszych miesiącach okupacji sowieckiej nieprzerwanie związana jest z powiatem siedleckim i placówką w Mokobodach.

### Działalność na początku 1945 roku
Nie znamy okoliczności, w których w 1945 roku komendant III Ośrodka AK-DSZ ppor. Czesław Skup „Szpieg” przekazał swoje dowództwo nad ośrodkiem „Korwinowi”. Niemal pewnym jest, że na terenie ośrodka nie istniał w tym czasie żaden zorganizowany oddział partyzancki, a do akcji zbrojnych mobilizowano członków siatki konspiracyjnej, którzy po wykonaniu zadania rozchodzili się do swoich miejsc zamieszkania. W momencie, gdy podziemie niepodległościowe w powiecie siedleckim święciło swoje największe sukcesy, a władza ludowa była w wyraźnej defensywie, ośrodek, którym dowodził „Korwin” charakteryzował się niewielką liczbą działań bojowych. Nawet materiały operacyjne UB nie wykazują istnienia w 1945 roku na tym obszarze oddziału partyzanckiego „Korwina”. Bieżąca praca konspiracyjna w tym ośrodku skupiała się na utrzymywaniu porządku w terenie poprzez patrolowanie go i zwalczanie elementów bandyckich i złodziejskich. W perspektywie dalszych losów Hebdy nie bez znaczenia pozostał fakt, że już w 1945 roku nawiązał on kontakty konspiracyjne z sąsiadującym Ośrodkiem Węgrów.

### Amnestia 1945 roku i ponowna działalność konspiracyjna
Zgodnie z rozkazem Delegatury Sił Zbrojnych na Kraj również dawny Inspektorat Siedlce Armii Krajowej podjął decyzję o demobilizacji. W tym celu powstała wspólna dla powiatów siedleckiego i węgrowskiego Komisja Likwidacyjna w skład której wszedł Henryk Hebda „Korwin”. Oprócz niego w składzie komisji weszli kpt. Bolesław Próchenko „Lot”, por. Czesław Dylewicz „Krukowski”.
Decyzję o ujawnieniu się podjął również „Korwin”. Nie było mu jednak dane długo cieszyć się spokojem. Aresztowany przez UB już jesienią 1945 roku trafił do PUBP w Siedlcach. Podczas brutalnego śledztwa funkcjonariusze usiłowali wymusić na nim zeznania na temat uczestników organizacji niepodległościowych i lokalizacji magazynów broni. Hebda postanowił wykorzystać tę sytuację do odzyskania wolności. Podczas przesłuchania wskazał, że jest w stanie wskazać magazyn broni ukryty w rejonie wsi Budki Jałmużne (gm. Mokobody). W rejonie tym, którym kiedyś dowodził, nadal mieszkało wielu jego podkomendnych. „Korwin” liczył, że w trakcie wizji lokalnej uda mu się uciec z pomocą jego byłych kolegów. Tak też się stało. Gdy grupa operacyjna UB przybyła wraz z Hebdą do wsi, przebywający we wsi młodszy brat Czesława Skupa „Szpiega” – Marian Skup „Szymek”, widząc „Korwina” skutego kajdankami w obecności funkcjonariuszy UB, zdołał zwerbować do akcji trzech członków siatki terenowej by wraz z nimi zaatakować samochód bezpieki. „Korwin”, mimo że miał ręce skute kajdankami, w wyniku zamieszania wywołanego strzelaniną zbiegł. Straciwszy złudzenia, co do możliwości normalnego życia w kraju rządzonym przez komunistów Henryk Hebda ponownie podjął działalność konspiracyjną. Działając na własną rękę, bez konsultacji z lokalnym dowództwem, zaczął występować jako oficer w stopniu kapitana, a także przyjął pseudonim „Okrzeja”, który nie przyjął się, gdyż w terenie był powszechnie znany pod dotychczasowym pseudonimem.
„Korwin” szybko nawiązał kontakty ze znanymi sobie akowcami pozostającymi w podziemiu, wykraczając w podjętych pracach organizacyjnych poza teren powiatu siedleckiego. Bardzo szybko podporządkował sobie stosunkowo liczną grupę podkomendnych. Jego zwierzchnictwo uznali nawet niektórzy komendanci placówek terenowych Obwodu „J-22”. Choć „Korwin” nawiązywał wprost do tradycji AK i występował pod szyldem WiN, faktycznie pozostawał poza ramami organizacyjnymi Zrzeszenia. Inny również był jego sposób rozumienia sensu działalności WiN. Dla Hebdy była to w dalszym ciągu organizacja zbrojna AK, która zmieniła nazwę tylko ze względu na część byłych żołnierzy AK, którzy po wyjściu z konspiracji chcieli podjąć jawną działalność nie narażając się na represje ze strony władz. Jak widać na przykładzie „Korwina” siatki terenowe WiN zupełnie inaczej pojmowały działalność organizacji niż mówiły o tym oficjalne deklaracje Zrzeszenia.
Od zimy 1945 roku kpt. Hebda zaczął występować jako komendant siedleckiej organizacji WiN stając na czele zgrupowania partyzanckiego „Pogoń” obejmującego swą działalnością oprócz powiatu siedleckiego także powiaty Węgrów, Mińsk Mazowiecki i Radzymin (wschodnia część), Sokołów Podlaski (południowa część) i Biała Podlaska (zachodnia część powiatu). Mimo tego jego kontakty z „lubelską” organizacją Obwodu Siedlce były ograniczone. Co więcej, z grona podległej sobie kadry średniego szczebla wyznaczył komendantów struktur organizacyjnych WiN nie tylko w powiecie siedleckim, ale i w powiatach Węgrów oraz Mińsk Mazowiecki. Uzurpowana sobie przez „Korwina” funkcja komendanta Obwodu WiN Siedlce była kwestionowana przez inspektora bialskiego Zrzeszenia WiN (późniejszego komendanta Okręgu Lubelskiego) mjr. Jana Szatowskiego-Szatyńskiego „Kowala”, „Górala” i jego zastępcę kpt.. Pawła Łaszkiewicza „Rawicza". Lokalni liderzy Zrzeszenia WiN, chcący mieć spokój na swoim terenie, mieli pretensje do „Korwina”, którego ruchliwe oddziały ściągały kolejne obławy bezpieki i KBW.
Lokalne dowództwo w żaden jednak sposób nie mogło przeciwstawić się działalności „Korwina”. Wielu dowódców oddziałów partyzanckich WiN miało lepszy kontakt z oddziałem Hebdy niż z własnym dowództwem. Dodatkowo „Korwin” cieszył się przychylnością miejscowej ludności, którą bronił przed bandytyzmem i złodziejstwem. Dynamiczna działalność oddziałów „Korwina” i „Młota” burzyła jednak sytuację w regionie, gdyż prowadzone przez nich akcje zbrojne powodowały jednocześnie kolejne fale represji ze strony aparatu bezpieczeństwa. Ich ofiarami byli nie tylko żołnierze konspiracji, ale również miejscowa ludność.
W latach 1945–1947 zgrupowanie „Pogoń” podlegające dowództwu „Korwina” na podległym sobie obszarze dokonało około 120 akcji zbrojnych. Były to m.in. napady na posterunki Milicji Obywatelskiej, placówki ORMO, rekwirowano żywność i potrzebne do przeżycia zapasy z lokalnych spółdzielni, likwidowano współpracowników i pracowników aparatu bezpieczeństwa. Stoczono również kilka bitew z oddziałami KBW i Ludowego Wojska Polskiego (najsłynniejsze starcie miało miejsce 4 grudnia 1946 roku na stacji kolejowej w Dziewulach). Zgrupowanie „Korwina” bardzo ściśle współpracowało z VI Wileńską Brygadą AK i lokalnymi oddziałami Narodowych Sił Zbrojnych.

### Amnestia 1947 roku i kres działalności
Intensywna działalność oddziałów „Korwina” ostatecznie przykuła uwagę aparatu bezpieczeństwa. Mimo kilku aresztowań i próby inwigilacji środowiska „korwinowców” bezpiece nigdy ostatecznie nie udało się rozpracować zgrupowania kpt. Hebdy. Kres działalności oddziału przyniosła dopiero amnestia z roku 1947 i zbliżające się wybory do Sejmu Ustawodawczego, które dawały środowiskom opozycyjnym nadzieję na rząd koalicyjny w powojennej Polsce. „Korwin”, choć był dowódcą w pełni niezależnym, samemu nie wierząc w gwarancje bezpieczeństwa, które ludziom podziemia miała rzekomo zapewniać ustawa amnestyjna, zastosował się jednak do ogólnej polityki Zrzeszenia WiN, które nakazywało ujawnienie się oddziałów partyzanckich. Wielu żołnierzy uważało, że w obecnej sytuacji dalszy opór nie ma sensu, a wizja wybuchu III wojny światowej, której tak wyczekiwali w konspiracji, stała się mało realna. Mimo ujawnienia się dowódców wszystkich pododdziałów zgrupowania sam „Korwin” nie pojawił się przed komisją amnestyjną. W liście skierowanym do PUBP w Siedlcach pisał: „Dnia 16 b [ieżącego] m [iesiąca] ujawniłem podległych mi oficerów i żołnierzy. Sam widząc podejrzane ruch wojska około miejsca naszego postoju, opuściłem Mokobody. Wynikło to z braku zaufania, którego niestety na kilogramy dostawać nie można i jak brak jego spowodowały czyny [tak czyny] mogą wzajemne zaufanie przywrócić. Co mogłem i co było moim obowiązkiem, zrobiłem. Wojsko ujawniłem, sprzęt zdałem. Sam nie mając i teraz zaufania, że będę mógł swobodnie odejść i poruszać się, a chcąc wypełnić ciążący na mnie obowiązek ujawnienia się – przesyłam listownie te wszystkie dane, które musiały być wypełnione i zdaję swoją osobistą broń. Uważam, że jestem w porządku. Liczę na zrozumienie i przychylne nastawienie. „Korwin”.
Pamiętając poprzednią amnestię i sposób, w jaki został potraktowany przez władze komunistyczne postanowił tym razem nie ujawniać się. Zdawał sobie sprawę, że bezpieka nie zapomni mu jego działalności po 1945 roku, przez co powrót do normalnego życia będzie niemożliwy. Obawiając się powtórnego aresztowania wyjechał do Warszawy, a stamtąd na Ziemie Odzyskane gubiąc za sobą ślad UB. Kpt. Henryk Hebda „Korwin” jako jeden z nielicznych członków swojego zgrupowania uniknął represji ze strony komunistów. Po wyjeździe na Ziemie Odzyskane postanowił się ukryć i nie ujawniać swojej tożsamości. Bezpieka ostatecznie namierzyła miejsca pobytu „Korwina” dopiero pod koniec lat 50 kiedy masowe represje stalinowskie były już przeszłością. Raz zlokalizowany, pozostał już jednak do końca życia pod obserwacją Służby Bezpieczeństwa. Henryk Hebda zmarł śmiercią naturalną w 1971 roku.